# Plasmon
Plasmon, plásmon ou plasmão é um quantum de oscilação plasmônica em um sólido. Logo, o mesmo pode ser descrito como os valores discretos de oscilação dum coletivo de gás de eletrons livres da superfície de um metal.   É considerado uma quasipartícula que transporta momentum linear e energia.